# Canaveilles
Canaveilles település Franciaországban, Pyrénées-Orientales megyében. Lakosainak száma 43 fő (2022. január 1.). Canaveilles Ayguatébia-Talau, Olette, Souanyas, Nyer, Thuès-Entre-Valls, Fontpédrouse és Sauto községekkel határos.

## Földrajz

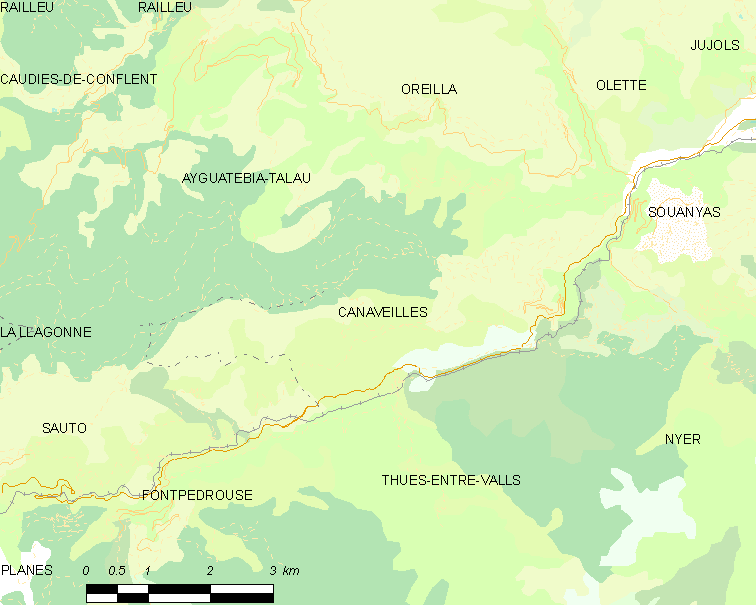
Canaveilles és környéke

## Népesség
A település népességének változása:
| Lakosok száma | 209  | 46   | 38   | 32   | 26   | 25   | 24   | 22   | 33   | 43   |
|               | 1885 | 2013 | 2015 | 2016 | 2017 | 2018 | 2019 | 2020 | 2021 | 2022 |